# Huitième exposition des impressionnistes
Pour les articles homonymes, voir Exposition impressionniste.
La huitième exposition des impressionnistes est la dernière exposition du groupe des impressionnistes. Elle se tient du 15 mai au 15 juin 1886 à la Maison Dorée, 1 rue Laffitte, à l'angle du boulevard des Italiens. Elle est intitulée Huitième exposition sur les affiches et le catalogue, le qualificatif d'impressionniste est supprimé. Berthe Morisot et son mari Eugène Manet financent en grande partie cette exposition.

## Les peintres participants et les grands absents
Dix-sept peintres seulement participent à cette exposition : Marie Bracquemond, Mary Cassatt, Berthe Morisot, Edgar Degas, Jean-Louis Forain, Paul Gauguin, Armand Guillaumin, Camille Pissarro, Lucien Pissarro, Odilon Redon, Henri Rouart, Claude-Emile Schuffenecker, Georges Seurat, Paul Signac, Charles Tillot, Victor Vignon, Federico Zandomeneghi,.
Pour la première fois des peintres du courant néo-impressionniste exposent avec les impressionnistes. Camille Pissarro qui a lui-même adopté la méthode pointilliste s'est battu pour imposer la présence de Seurat, de Signac mais aussi de son fils Lucien. Degas et Eugène Manet étaient hostiles à la présence des peintres novateurs. Ils ont bien voulu admettre Seurat, Signac et Odilon Redon mais ont réfuté Angrand et Dubois-Pillet. Berthe Morisot fait preuve de beaucoup de tolérance et intervient avec diplomatie pour défendre la présence de ces nouveaux peintres,.
La Huitième Exposition des Impressionnistes est aussi marquée par l'absence surprenante de grandes figures de l'impressionnisme. Monet, Sisley, Renoir et Caillebotte ont refusé d'y participer. Ils ne veulent pas se compromettre auprès des jeunes peintres soutenus par Pissarro et sont agacés de la présence de Gauguin,. Cézanne s'est éloigné, vit en Provence, expose peu et a renoncé aux expositions impressionnistes depuis 1877.

## Les œuvres exposées
- Georges Seurat expose une grande composition Un dimanche après-midi à l'Île de la Grande Jatte (Art Institute of Chicago) toile pointilliste qui suscite des réactions agressives aussi bien des visiteurs que des critiques[6]. Signac dit qu'elle subit « un défilé d'injures et de ricanements ». Le critique Félix Fénéon défend cette nouvelle manière picturale et c'est grâce à lui que la Grande Jatte est devenue le manifeste du mouvement néo-impressionniste[3],[4]. Parmi les autres œuvres  exposées par Seurat, Le bec du Hoc, Grandcamp est aujourd'hui à la Tate Gallery à Londres[7].
- Paul Signac présente quinze pièces, des paysages de Saint-Briac de style impressionniste et quelques toiles divisionnistes dont Les Gazomètres de Clichy (National Gallery of Victoria, Melbourne)[1].
- Camille Pissarro a participé à toutes les expositions des impressionnistes. En 1886, il expose une vingtaine d'œuvres dont neuf tableaux peints à Bazincourt[1]. Il a adopté la manière pointilliste. Le critique Félix Fénéon dit « qu'il apporte au néo-impressionnisme sa méthodique rigueur d'analyse et l'autorité de son nom »[3],[8].
- Lucien Pissarro, fils de Camille, est présent avec dix œuvres, des peintures mais aussi des aquarelles et des gravures sur bois[8].
- Edgar Degas expose dix-huit pastels de femmes. Les visiteurs sont toujours choqués par les nus de Degas. La plupart des critiques les jugent trop réalistes, inesthétiques et même obscènes[4],[7].
- Berthe Morisot présente quatorze tableaux, des portraits et des paysages[8].
- Armand Guillaumin : vingt et un tableaux présentés, la plupart sont des paysages de Damiette, près d'Orsay[8]. La critique est plutôt bienveillante et reconnait son grand talent de coloriste[3],[7].
- Mary Cassatt montre sept toiles représentant des jeunes filles et des enfants[3],[8].
- Henri Rouart est le peintre le plus représenté avec vingt-sept œuvres, huiles et aquarelles. Il présente une importante série de vues de Venise (onze toiles)[8].
- Paul Gauguin expose dix-neuf toiles, la plupart étant des paysages de la campagne normande[4],[8].
- Émile Schuffenecker, peintre proche de Gauguin dont Félix Fénéon dit qu'il est « consciencieux mais encore inexpert »[3] expose six toiles[8].
- Marie Bracquemond est présente à cette dernière exposition des impressionnistes alors que son mari Félix Bracquemond exposait à la première édition de 1874[9]. Elle présente six œuvres, huiles, aquarelles et fusain[8].
- Jean-Louis Forain participe à sa quatrième exposition des impressionnistes sur l'invitation de Degas[7]. Il présente treize œuvres, essentiellement des portraits et des scènes parisiennes[8],[7].
- Victor Vignon, paysagiste élève de Camille Corot expose aussi pour la quatrième fois avec les impressionnistes. Il montre exclusivement des paysages (dix-huit toiles)[7],[8].
- Charles-Victor Tillot est un fidèle des expositions impressionnistes (six participations). Il expose seize toiles, des paysages, des natures mortes, des personnages et des nus[8].
- Federico Zandomeneghi expose avec les impressionnistes depuis 1879. Lors de cette dernière il présente quatre peintures et huit pastels[8].
- Odilon Redon est présent pour la première fois à une exposition des impressionnistes. Il expose une quinzaine d'œuvres[8]. Ses dessins surprennent par leur noirceur et les critiques parlent de grimaces, de cauchemar, de rictus, d'angoisses[3],[7].

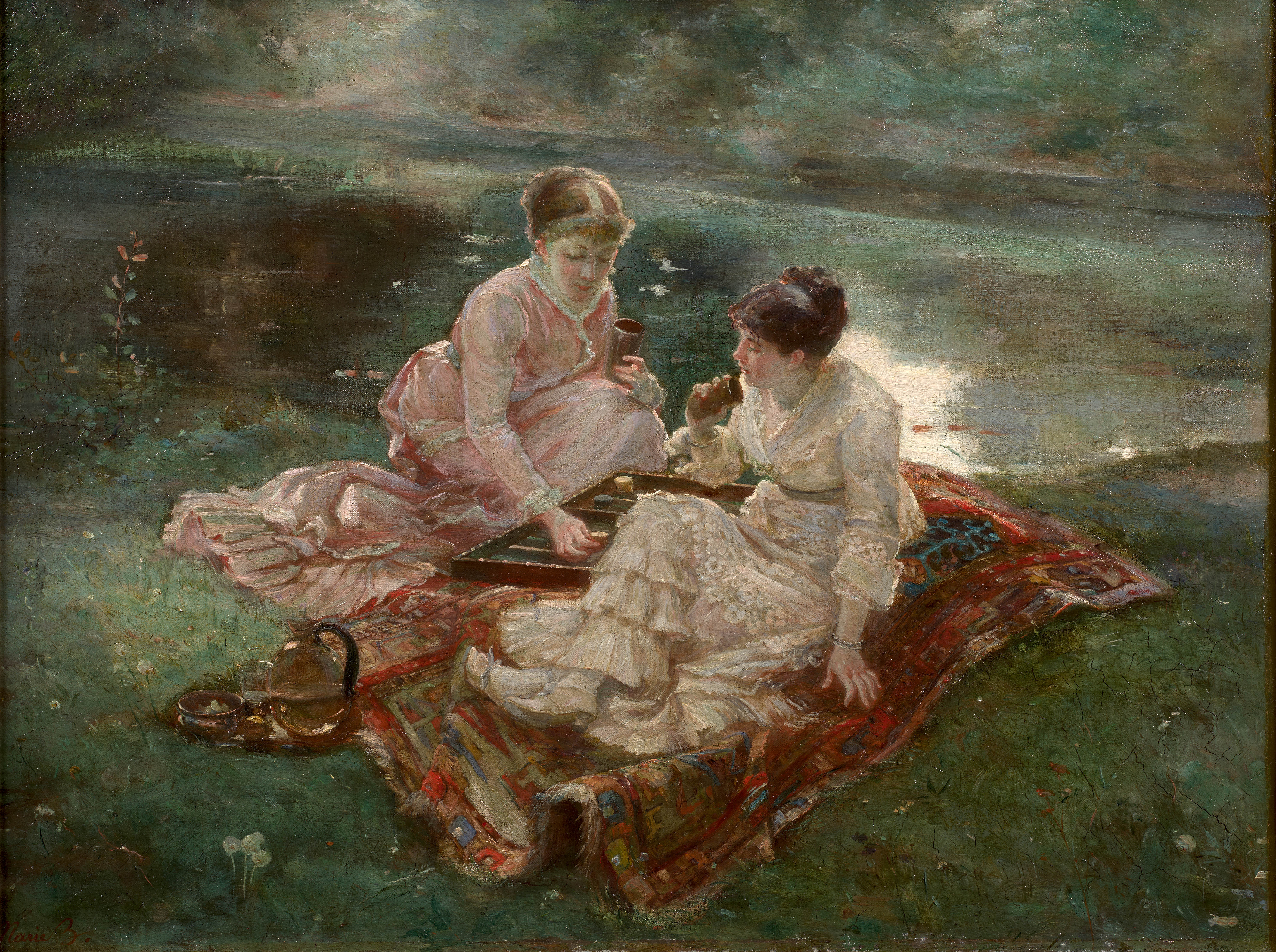
Marie Bracquemond, Les Joueuses de jacquet
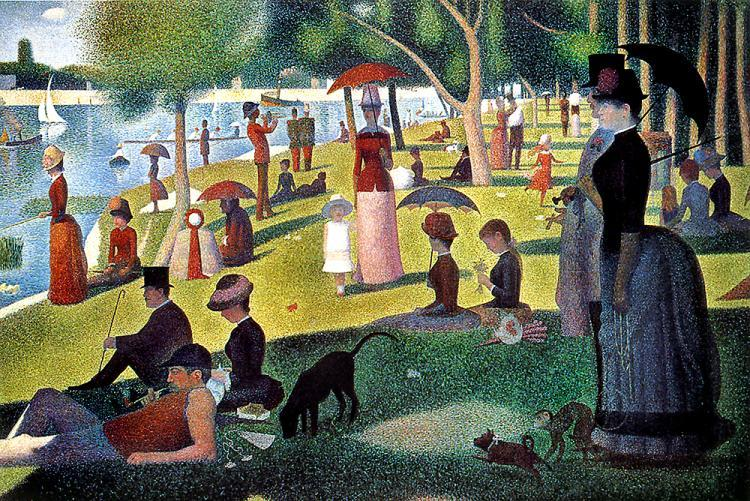
Georges Seurat, Un dimanche après-midi à l'île de la Grande Jatte
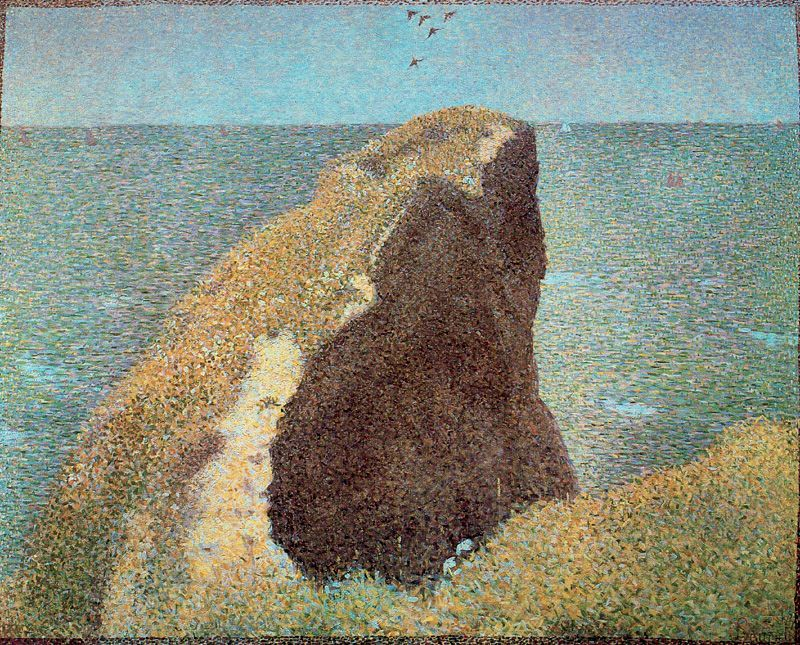
Georges Seurat, Le Bec du Hoc à Grandcamp